# Sonnenrotation
Die Sonne rotiert um ihre eigene Achse im gleichen Sinn, in welchem auch ihre Planeten sie umlaufen. Als Gasball rotiert sie nicht einheitlich, sondern am Äquator deutlich schneller als an den Polen. Zudem erhält man je nach Messmethode verschiedene Ergebnisse, da sie unter der Oberfläche schneller rotiert. Konventionell wird eine siderische Rotationsdauer von 25,38 Tagen angegeben, was der durchschnittlichen Bewegung von Sonnenflecken bei einer heliografischen Breite von 26° entspricht. Die synodische Rotationsdauer (bezogen auf die Erde) beträgt im Mittel etwa 27,28 Tage.
Die Rotationsachse der Sonne ist um 7,25° gegen die Ekliptik geneigt.

## Grundlagen
Die signifikante Rotation der Sonne und fast aller Objekte im Universum ist häufig auf eine Kontraktion während ihrer Entstehung zurückzuführen: Im Allgemeinen bewegen sich die Bestandteile der kontrahierenden Staub- und Gaswolken nicht genau auf den Schwerpunkt zu, sondern besitzen demgegenüber einen Drehimpuls. Bei der Kontraktion verringert sich der Abstand zum Schwerpunkt, so dass wegen der Drehimpulserhaltung die Rotationsgeschwindigkeit zunimmt (siehe Pirouetteneffekt).
Die Sonne hat eine wesentlich langsamere Rotation als die meisten anderen Sterne, was mit der besonderen Ausprägung des Sonnensystems zusammenhängen könnte (große Entfernung der Planeten).

## Differentielle Rotation

An der Tachocline bei etwa 0,7 des Sonnenradius beginnt die differentielle Rotation der Sonne.

Als rotierender Gasball rotiert die Sonne nicht wie ein Festkörper mit starrer Rotation, sondern hat – wie um 1800 anhand der Sonnenflecken festgestellt wurde – eine differentielle Rotation: am Äquator rotiert sie schneller als in der Nähe der Pole.
Dies wurde im 18. Jahrhundert vermutet und 1863 von R. C. Carrington sowie von Gustav Spörer genau untersucht. Ergebnis: die Umlaufperiode von Sonnenflecken in der Äquatorregion beträgt etwa 25 Tage, von jenen auf 45° Breite 27 Tage, in Polnähe über 31 Tage.
Die genaue Abhängigkeit der Rotationsgeschwindigkeit {\displaystyle \Omega } von der heliografischen Breite {\displaystyle \beta } kann durch ein empirisches Gesetz mit den Konstanten {\displaystyle A}, {\displaystyle B} und {\displaystyle C} beschrieben werden, das von Carrington aufgestellt wurde:
{\displaystyle \Omega =A-B\sin ^{2}(\beta )-C\sin ^{4}(\beta )}
Die drei Konstanten haben jeweils auch die Einheit {\displaystyle 1/\mathrm {a} } einer Rotationsgeschwindigkeit.
Aus der Beobachtung der Doppler-Verschiebung der Spektrallinien ergibt sich als Zusammenhang:
{\displaystyle \Omega _{\mathrm {D} }=13{,}9\,{\frac {1}{\mathrm {a} }}-1{,}76\,{\frac {1}{\mathrm {a} }}\;\sin ^{2}(\beta )-2{,}21\,{\frac {1}{\mathrm {a} }}\;\sin ^{4}(\beta )}
Aus der Beobachtung von Sonnenflecken erhält man:
{\displaystyle \Omega _{\mathrm {F} }=14{,}4\,{\frac {1}{\mathrm {a} }}-2{,}8\,{\frac {1}{\mathrm {a} }}\,\sin ^{2}(\beta )}
Der Unterschied in den Konstanten weist darauf hin, dass die Sonne im Inneren schneller rotiert als außen in der Photosphäre und deswegen auch die Sonnenflecken (die an die Magnetfelder, die im Inneren entstehen, gebunden sind) schneller rotieren als das Photosphärengas.
Zusätzlich zur Breiten- und Tiefenabhängigkeit der Rotation (zwischen 24 und über 35 Tagen) variiert die Rotationsrate auch leicht im Zyklus der Sonnenfleckenaktivität.
Es existiert noch keine vollständige Theorie der Sonnenrotation.

## Nummerierung
Von R. C. Carrington wurde auf Basis der Sonnenfleckenbeobachtung eine Rotationszählung eingeführt, die eine mittlere synodische Periode von etwa 27,2753 Tagen zu Grunde legt und am 9. November 1853 um 21:38 UTC mit der Sonnenrotation Nr. 1 begann.
Auf Basis von Julius Bartels’ Untersuchungen zur geomagnetischen Aktivität wurde eine weitere Rotationszählung mit exakt 27 Tagen Periodendauer eingeführt, die ab dem 8. Februar 1832 zählte.

## Auswirkung auf das Sonnenmagnetfeld

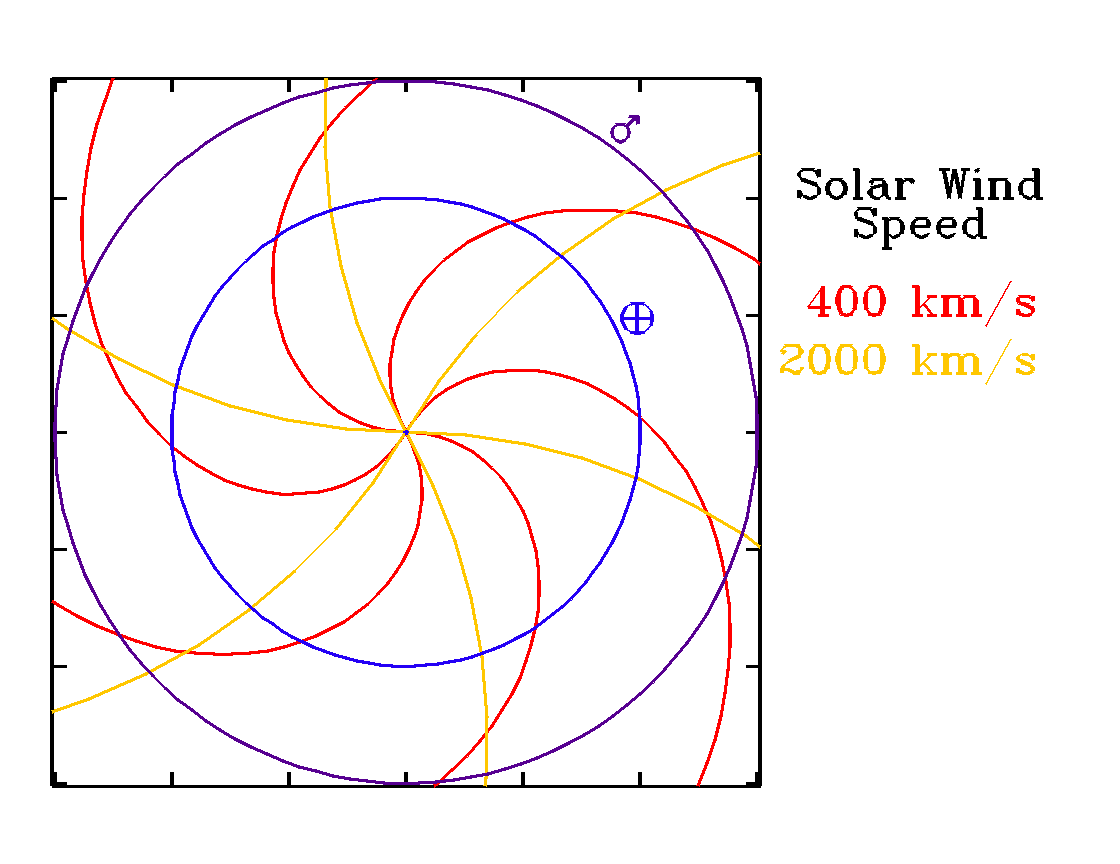
Die „Parkerspirale“, benannt nach Eugene N. Parker

Durch die Sonnenrotation erhält das Sonnenmagnetfeld, welches vom Sonnenwind nach außen geleitet wird, die Form einer Spirale, die mit einer Umlaufzeit von etwa 25 Tagen rotiert.